# Henry Connelly
Pour les articles homonymes, voir Connelly.
Henry Connelly (1er septembre 1800 – 12 août 1866) est un homme politique américain qui servit comme gouverneur du territoire du Nouveau-Mexique de 1861 à 1866.